# Juan de Dios Mullupuraca
Juan de Dios Mullupuraca (Azángaro, 1730 - Omasuyos, 1790) fue un indígena quechua que apoyó a Andrés Túpac Amaru y a Túpac Katari en 1781, siendo uno de los más hábiles coroneles indígenas.

## Biografía
Juan de Dios Mullupuraca nació en Azángaro en la década de 1730, no se conoce la fecha exacta de su nacimiento y tampoco quienes fueron sus padres. Su nombre se menciona durante la rebelión indígena y es descrito como como un hombre de más de 40 años en 1781.
Mullupuraca estuvo bajo las órdenes de Pedro Vilca Apaza, a quien se le encomendó levantar en rebelión a los indígenas del oeste del lago Titicaca en febrero de 1781. Vilca Apaza fue acompañado por Mullupuraca, Diego Quispe el Mayor y Diego Quispe el Menor.
El oeste del lago Titicaca estaba situada la Provincia Larecaja, con Sorata como capital. Los indígenas de la región ya habían comenzado a unirse a la rebelión al mando de Lucas Sesenarro y las autoridades coloniales pidieron auxilio a la ciudad de La Paz. El 2 de marzo de 1781 el coronel español José Pinedo sale de La Paz en auxilio de esta provincia, pero también con el objetivo de llegar a Puno rodeando todo el lago Titicaca. 
Las fuerzas de Pinedo llegan a agrupar 2.000 soldados y llegan hasta Huancané, al norte del lago. Mullupuraca estuvo reclutando voluntarios indígenas y el ejército de Vilca Apaza llegó a contar con 15.000 hombres, momento en que los indígenas se decidieron a atacar. Mullupuraca aparece con el rango de coronel en la batalla que se libró en Quequerana. Allí las tropas coloniales fueron totalmente vencidas y Pinedo tuvo que retroceder hasta Sorata.
Pronto la rebelión indígena avanzó en la región. Andrés Túpac Amaru llegó a comandar el ejército y el 4 de mayo de 1781 se logró poner sitio a la ciudad de Sorata. Es en esta etapa que Mullupuraca se convierte en uno de los hombres de mayor confianza de Andrés Tupac Amaru. Por esta razón Mullupuraca es enviado a La Paz, donde debía entrevistarse con Túpac Katari y llevarse todo el dinero que éste hubiese logrado reunir.
La ciudad de La Paz estaba sitiada desde el 13 de marzo por las tropas de Katari, quien había asaltado varias casas y haciendas de españoles y criollos. En el campamento de Katari se encontraba un botín de oro y plata que debía usarse para financiar la rebelión. Mullupuraca debía llevar todo ese tesoro al campamento de Andrés Tupac Amaru, pero Katari se negó a entregarlo. Fue un momento de fuerte tensión entre quechuas y aimaras que supo resolver Gregoria Apaza, la hermana de Katari, que negoció con Mullupuraca y logró que su hermano entregara 6 mulas cargadas de plata. Gregoria acompañó a Mullupuraca de regreso a Sorata y en el camino ella reclutó más indígenas para su causa.
Mientras las tropas quechuas se concentraban en el Sitio de Sorata, el ejército aimara era derrotado por el ejército de Ignacio Flores, que logró liberar a la ciudad de La Paz el 30 de junio de 1781. Andrés Tupac Amaru envió un grupo de soldados a apresar a Tupac Katari y llevarlo a Sorata para dar explicaciones de la derrota. Mullupuraca y Gregoria Apaza intercedieron por la vida de Katari, que fue liberado y se le encomendó reunir nuevamente a sus tropas y retomar el cerco a La Paz.
Mullupuraca acompañó a Katari en este segundo sitio a La Paz. Fueron varias semanas de combate en la que los indígenas no lograron vencer los muros que defendían la parte española de la ciudad. A principios de octubre se supo que el coronel español José de Reseguín estaba en camino con 4.000 soldados bien entrenados. Mullupuraca se dirigió con sus tropas al pueblo de Yaco. Allí esperaría a que las tropas coloniales se dirigiesen a La Paz y él atacaría la ciudad de Oruro. Con esta estrategia, Mullupuraca esperaba cortar la comunicación del ejército de Reseguín y obligarle a retroceder. Pero Reseguín no solo tenía tropas bien entrenadas sino también un sistema de espías indígenas que le alertaron de los movimientos de Mullupuraca. El ejército colonial se encaminó a Yaco y allí derrotó a las tropas de Mullupuraca, quien apenas logró escapar del campo de batalla.
Finalmente Reseguín logró liberar la ciudad de La Paz el 17 de octubre. Katari se retiró a Achacachi, donde Mullupuraca logró alcanzarlo. Ambos líderes indígenas se encaminaron a Copacabana para derrotar al cacique Miguel Sonco, una victoria que necesitaban para mostrar a sus partidarios que la lucha todavía continuaba, pero el cacique Sonco derrotó a Katari y a Mullupuraca y tuvieron que retirarse nuevamente. 
El 3 de noviembre Reseguín y varios líderes indígenas logran firmar la Paces de Patamanta, cuando 20.000 indígenas dejaron la lucha y se acogieron al perdón de las autoridades. Katari fue arrestado el 9 de noviembre y Mullupuraca escapó nuevamente. 
Mullupuraca empezó una resistencia indígena en la Provincia de Omasuyos y luchó hasta febrero de 1782. Finalmente aceptó la derrota, se acogió al perdón de las autoridades coloniales y colaboró con la pacificación de la región. Juan de Dios Mullupuraca permaneció en Omasuyos y para 1790 ya no se tienen registros suyos, por lo que se presume que falleció en esa época.